# Haritalodes kosralis
Haritalodes kosralis is een vlinder uit de familie van de grasmotten (Crambidae). De wetenschappelijke naam van deze soort is voor het eerst voorgesteld door Jae Ho Ko in een publicatie uit 2023.
Deze soort komt voor in Micronesië en is voor het eerst ontdekt op Kosrae.